# Loudes
Loudes är en kommun i departementet Haute-Loire i regionen Auvergne-Rhône-Alpes i centrala Frankrike. Kommunen ligger i kantonen Loudes som tillhör arrondissementet Le Puy-en-Velay. År 2022 hade Loudes 947 invånare.

## Befolkningsutveckling
Antalet invånare i kommunen Loudes
| Referens: INSEE |